# ポンキッキーズ21
『ポンキッキーズ21』は、フジテレビ系列で2001年4月7日から2005年3月26日まで放送された子供向けテレビ番組。

## 概要
『ひらけ!ポンキッキ』→『ポンキッキーズ』の後継番組。番組名の『21』は、21世紀を指している。ケイン・コスギに代わって井ノ原快彦（V6、当時。現・株式会社STARTO ENTERTAINMENT取締役COO）が新MCとして出演。ブラザートムやはしのえみ、シリーズを通しておなじみのキャラクターであるガチャピンとムックも『ポンキッキーズ』の末期から続投した。
放送時間は土曜06:00 - 07:00（以下、日本時間）。
放送日の毎週土曜には「サタキッズ」として子供の視聴者を対象としたワークショップやステージライブを行っていた（サタキッズLIVEはチルドレンタイムで放送）。ワークショップの模様は番組内で放送されており、進行・引率役をこの当時のレギュラーメンバーやキャラクターが務めた。
2003年に『ひらけ!ポンキッキ』から通算して放送30周年を迎え、同年8月25日（月曜日）の15:00 - 16:30（関東地区での放送時間）に、過去の映像や有名人によるコメント等を交えた特別番組『ポンキッキ30周年スペシャル』が放送された。
2005年4月2日からはタイトルを従来の『ポンキッキーズ』に戻し、放送時間が30分縮小されて06:00 - 06:30の放送となる。

### 放送時間
| 期間       | 期間       | 放送時間（日本時間）        | 備考                                       |
| ---------- | ---------- | --------------------------- | ------------------------------------------ |
| 2001.04.07 | 2003.09.27 | 土曜日06:30 - 07:30（60分） | 開始当初の放送時間                         |
| 2003.10.04 | 2005.03.26 | 土曜日06:00 - 07:00（60分） | 「めざましどようび」開始に従い、30分繰上げ |

## 出演者

### レギュラー
- 井ノ原快彦（V6/20th Century、当時。現・株式会社STARTO ENTERTAINMENT取締役COO[2][3]）
  - “いのっち”の愛称でメインMCを務める。2003年4月よりスタジオがガレージ型へリニューアル後はつなぎの衣装となった。
- ブラザートム
  - キャラクタートムさん→バットム、及びユニットREAL BLOODのメンバーとして出演。
- はしのえみ（ - 2004年3月）
  - キャラクターエミージョとして出演。
- 三瓶（2002年7月 - 2004年3月）
  - キャラクターサイボーグ三瓶として出演。
- 爆笑問題（太田光・田中裕二）
  - キャラクター爆チュー問題としてコーナー出演。
  - 初期はスタジオパートにも不定期に登場していたが、後にコーナー出演のみとなる。パペットキャラクターで登場する事もあった。
- シスターラビッツ（2004年4月 - ）
  - 荷田麻彩
  - クレイトン愛
  - 大野愛友佳
  - 有安杏果
  - 上野一舞
  - 遼花
  - 清水舞
- ☆☆I★N★G★進行形（2002年3月まで）
  - 東新良和（2003年3月まで）
  - 藁谷亮太
  - 服部将也
  - 高井宙也
  - ラファイ・エディ
- Ya-Ya-yah （2002年4月 - 2004年3月）
  - 薮宏太
  - 赤間直哉
  - 鮎川太陽
  - 山下翔央
  - 星野正樹

### 準レギュラー
- 山中秀樹（元フジテレビアナウンサー）
  - キャラクター山チュー秀樹として出演。
- KING
  - 犬の着ぐるみ姿で『おしえてKING』のコーナーに出演。
- 板井典夫
  - マロンちゃんの愛称で、栗型のかぶり物を付けて出演。クッキングコーナーやサタキッズに出演。
- 岡田ひとみ
  - 『食Q』のコーナーやサタキッズに出演。
- REAL BLOOD
  - ドレミパイプでの演奏や「世界中のこどもたちが」などを歌唱。サタキッズLIVEにも出演。
- air:man
  - ドレミパイプでの演奏やダンスを披露。番組リニューアル後も、サタキッズLIVEや爆チュー問題クリスマスライブなどに出演。

### キャラクター
- ガチャピン（声：雨宮玖二子）
- ムック（声：松田重治）
- Pちゃん
- ビンゾー（声：チコキチ）
  - 当初はBSフジ『うたであそぼうピンポンパン』マスコットキャラクターとして出演。
- ジロゾー（声：上條貴史）
- チビミミナガバンディクート（声：イズミカワソラ）（2002年 - ）
- コニーちゃん（声：クリス智子）
  - 初期はスタジオにもCGで登場し、進行に加わっていた。
- クリン（声：犬山イヌコ）
- パプリン（声：塩山由佳）
- みにっち（声:井ノ原快彦）
  - 2004年度より登場。井ノ原をモデルにしたパペットキャラクター。
- コバットム（声:ブラザートム）
  - 2004年度より登場。バットムをモデルにしたパペットキャラクター。

### 変遷
| 担当         | 出演者（2001年度）                                                              |
| ------------ | ------------------------------------------------------------------------------- |
| MC           | いのっち（井ノ原快彦）                                                          |
| スタジオ     | 爆チュー問題（爆笑問題）/トムさん・バットム（Bro.TOM）/エミージョ（はしのえみ） |
| キャラクター | ガチャピン/ムック/Pちゃん/コニーちゃん/やさい星人/クリン 他                     |
| その他       | ☆☆I★N★G★進行形/山チュー秀樹（山中秀樹） 他                                      |
| OP           | welcome to ponkickies                                                           |
| ED           | 不定                                                                            |

| 担当         | 出演者（2002年度）                                                                              |
| ------------ | ----------------------------------------------------------------------------------------------- |
| MC           | いのっち                                                                                        |
| スタジオ     | バットム/エミージョ/サイボーグ三瓶（三瓶）<2002年7月 - >                                        |
| キャラクター | ガチャピン/ムック/Pちゃん/コニーちゃん/チビミミナガバンディクート/ビンゾー/やさい星人/クリン 他 |
| その他       | 爆チュー問題/山チュー秀樹/東新良和/Ya-Ya-yah/KING/マロンちゃん（板井典夫） 他                   |
| OP           | welcome to ponkickies                                                                           |
| ED           | 不定                                                                                            |

| 担当         | 出演者（2003年度）                                                                                |
| ------------ | ------------------------------------------------------------------------------------------------- |
| MC           | いのっち                                                                                          |
| スタジオ     | バットム/エミージョ/サイボーグ三瓶                                                                |
| キャラクター | ガチャピン/ムック/Pちゃん/コニーちゃん/チビミミナガバンディクート/ビンゾー/ジロゾー/やさい星人 他 |
| その他       | 爆チュー問題/山チュー秀樹/Ya-Ya-yah/マロンちゃん 他                                               |
| OP           | welcome to ponkickies                                                                             |
| ED           | 風のように 他                                                                                     |

| 担当         | 出演者（2004年度） |
| ------------ | --- |
| MC           | いのっち |
| スタジオ     | バットム/シスターラビッツ（2代目）                                                                                    |
| キャラクター | ガチャピン/ムック/Pちゃん/コニーちゃん/チビミミナガバンディクート/ビンゾー/ジロゾー/やさい星人/みにっち/コバットム 他 |
| その他       | 爆チュー問題/山チュー秀樹/岡田ひとみ/REAL BLOOD/air:man 他                                                            |
| OP           | welcome to ponkickies                                                                                                 |
| ED           | 風のように 他 |

## コーナー・コーナードラマ
これらは日によって変わることがある。

### 主なコーナー
- Happy Happy おめでとう
  - 初期は井ノ原・はしの・トムが楽器を演奏しながら子供達を祝っていたが、2003年4月のリニューアルからチビミミが担当するようになった。
  - 初期は番組名にちなんで21人の子供達を祝っていたが、後に放送時間の都合で10人に短縮。
- 爆チュー問題の部屋
- ガチャピンのチャレンジシリーズ
- ジャカジャカジャンケン/ラッキー・コニー・トランプ
  - ピクサー映画「モンスターズ・インク」「ファインディング・ニモ」の劇場公開時に、各作品のキャラクターがゲスト出演する特別映像が制作された。
  - 2001年3月までの「ポンキッキーズ」においても「バグズ・ライフ」「トイ・ストーリー2」のキャラクターがゲスト出演する特別映像が制作された。
  - 「モンスターズ・インク」「トイ・ストーリー2」の映像は、同作品のDVD及びブルーレイディスクに収録されている。

### その他のコーナー
- トムさんのかみしばい（2001年）
  - 『ポンキッキーズ』から引き続き実施。トムが自転車で子供たちの所に訪れ、紙芝居を披露する。
  - 一度、ムックも自転車とセットを借りてやろうとした事があったが、訪れた会場でガチャピンのチャレンジ企画が行われていたため、結局は不発に終わってしまった。
- I★N★G★ TV（2001年）
- けまりING（2001年）
  - ING進行形のメンバーがJリーガーからリフティングの指導を受け、リフティングに挑戦するコーナー。ワールドカップまでに規定の回数をクリアすることが目的だったが、ワールドカップ開催前にコーナーは疎かING進行形も番組を降板した（東新良和のみ続投）。
- おーい！みらいじん（2001年）
- はてなくん（2001年）
  - 姉妹番組、BSフジ「うたであそぼうピンポンパン」のコーナー。
- いのっちのジュース作り（2001年）
- いのっちのママとクッキング（2001年）
- ジャカジャカセブン（2001年）
- ブンブン！セブンちゃん！（2001年）

前番組「ポンキッキーズ」から引き続き放送。
- チビミミかくれんぼ（2001年 - 2003年）
  - 2001年冬頃から始まったコーナー。チビミミを探す物とチビミミによって隠れている物を探す物の2種類があった。また、クリスマス時期にはクリスマスバージョンも流れた。
- エミージョのコーナー（2001年 - 2002年）
  - 魔女のエミージョと掃除機のキャラクター、クリンが更生のために悪い人を魔法によって懲らしめるコーナー。番組ホームページでのコーナー名は「エミージョとクリンちゃん」。当コーナーが始まって以降、尺の都合で爆チュー問題が隔週での放映になったり、2週間に分割される様になった。
- ダンボールシアター「ロボポリス」（2001年 - 2002年）
- サラダーランド やさいがお（2002年）
- ラッキーサブマリン（2002年）
- ネームエンジン（2002年）
  - 視聴者から送られてきた子供の名前を当てるコーナー。回答者は2名が日替わりで登場した。司会はチビミミが担当。いのっち、バットム、エミージョ、爆チュー問題、ガチャピン、ムック、ビンゾーの8人での勝ち抜き形式で、勝利すると車のパーツがもらえる。先に9勝した回答者がパーツを全て揃え勝利となる。最終回にてエミージョがパーツを全て獲得して勝利した。
- エミージョ・マロンのマジッククッキングショー（2003年）
- おしえてKING（2002年）
- プッカとガル（2002年）
- きかんしゃトーマス　第5シリーズ（再放送） - 第6シリーズ（2002年12月放送開始） - 第7シリーズ（2004年3月放送開始）
  - 井ノ原（又はみにっち・コバットム）によるエピソードの前説コーナーが設けられ、2004年の第7シリーズ以降はトーマスの玩具「木製レールシリーズ」を使っての前説を実施、2004年夏にはお台場冒険王に設置されたトーマスカフェから前説が行われた。この頃から外国人視聴者向けの二か国語放送も実施された。新シリーズ放送後は、過去に放送されていたシリーズの再放送が行われた。
- がらくたガレージ（2003年 - 2004年）
  - 井ノ原らレギュラー陣が、様々な工作に挑戦するコーナー。
- ビンゾー・ジロゾーの散歩コーナー（2003年 - 2004年）
- 食Q（2004年）
  - 食べ物に関するクイズコーナー。司会はバットムと岡田ひとみ。井ノ原・シスターラビッツが回答者となる。
- バットムのSUPERクロースルワード（2004年）
  - 井ノ原とシスターラビッツ（1回のみ井ノ原に代わって、ガチャピンとムックが挑戦）が、バットムが出題する4×4マスのクロスワードに挑戦する。途中でバットムからヒント[9]が出される場合がある。全て正解すると井ノ原・シスターラビッツの勝利となり、1行でも間違いがあるとバットムの勝利となる。大概は井ノ原・シスターラビッツが勝利するが、2回のみバットムが勝利した。
- おはようシスラビショー（2004年）
- おしごと検索エンジンわくわくワーク（2004年）
  - シスターラビッツが様々な職場を訪問し、その職業をレポートする。
- P-kies元気ing Walking（2004年）
  - デューク更家が講師役でゲスト出演。
- シトラスタウン（2004年）
  - おもちゃ箱の中に作られた町に住む、おもちゃのキャラクター達の日常を描いた短編アニメ。自分では巻くことのできないゼンマイを背中に付けたおもちゃ達の“信頼”をテーマにした物語。御徒町凧によるユニットMADE IN POP制作。声の出演はベッキー、川平慈英、松田悟志、サエコ、森山直太朗、森山良子、Bro.TOM、ルーサー“No.1”市村など。オープニングのナレーションはシスターラビッツの上野一舞が担当。

## スタジオセット
- 初代 洞窟型
  - 1999年10月の『ポンキッキーズ』リニューアル時より引き続き使用。中央には黄色い洞窟のようなセットが設置されていた。その中には上り棒が付いており、2階にはテレビや電車の置物、周囲にはソファーやキッチンなどが配置されていた。壁に描かれている絵のデザインはMAYA MAXXによるもの。2003年3月下旬にリフォームされる。
- 2代目 ガレージ型
  - 2003年4月最初の放送で初披露され、一部のセットがマイナーチェンジされた。井ノ原の愛車という設定で、日本でも数少ない赤色のメッサーシュミット（レプリカ）が追加。ガレージには、1980年代アメリカのポスターや看板、かつて番組内に登場した衣装・小道具等が飾られており、奥の方にはトーマスのライオネル社製Gゲージ模型が走るスペースが設けられた。2階のロフトは当初、バットムの部屋という事になっていたが、2004年4月からシスターラビッツの部屋となり、家具やカーペットがラビッツ風にアレンジされた。その後、2006年4月からの『ポンキッキ』ではスタジオセットが使われなくなった為、一部セットがサタキッズLIVEや各イベントに使用された。またメッサーシュミットは2009年4月よりBSフジ放送の『We Can☆』で再登場した。

## 楽曲

### カバー曲
- 青い空白い雲
  - 『ひらけ!ポンキッキ』時代のオープニング曲をカバー。ロングバージョンはBGMでのみ使われた。映像では、井ノ原とバットムがカメラの前で歌い、背景はCGの青空で虹が現れる。他にも『ひらけ!ポンキッキ』時代の映像が途中に入るバージョンや、みにっち・コバットムが歌うバージョンがあった。ポンキッキシリーズのライブでは、ガチャピン・ムック、シスターラビッツ、REAL BLOODが歌うこともあった。2004年頃に振り付けがつき、サタキッズLIVEのオープニング曲となった。
- 風の花束
  - 『ひらけ!ポンキッキ』時代のエンディング曲をカバー。サタキッズLIVEではREAL BLOODが歌っていた。映像では、井ノ原とバットムが風力発電機の近くにある空き地でアコースティックギターを弾いたり、メッサーシュミットで、2人が風力発電機の辺りを走るシーンがあった。
- 風のように
  - 当番組のエンディングで使用され、お台場冒険王のイベントなどでも歌われた。『ひらけ!ポンキッキ』の「かもめはそらを」をカバー。
- およげ!たいやきくん〜パラパラ2001
  - 『ポンキッキーズ』から引き続き実施。パラパラ風の振り付きでユーロビートバージョンにアレンジ。夏に一般公募によるダンスコンテスト『たいやきまつり』が開催された。
- 世界中のこどもたちが
  - 雑誌『月刊音楽広場』（現：『月刊クーヨン』、クレヨンハウス）1988年1月号の「今月の歌」として発表された曲。井ノ原・バットムとゲスト出演者によるセッションの他、REAL BLOODが歌った。また、2003年頃に行われていた幼稚園・保育園訪問では、この曲を最後に歌う事が多く、その際には井ノ原・バットムがギターで生演奏をしていた。
- 一寸桃金太郎
  - 『ポンキッキーズ』時代に初代シスターラビッツ（鈴木蘭々・安室奈美恵）が歌った曲を、2代目がカバー。当番組のオープニング、またエンディングに使用され、お台場冒険王のイベントやサタキッズLIVEなどでも歌われた。映像では、ガレージを後ろにスタジオで撮ったものや、ライブでのパフォーマンスが流れた。
- さあ冒険だ
  - 『ポンキッキーズ』時代に、挿入歌として企画された楽曲をシスターラビッツがカバー。アレンジされた歌と、オリジナルのダンスが付け加えられた。お台場冒険王のイベントやサタキッズLIVEなどでも歌われた。映像では、ガレージを後ろにスタジオで撮ったものや、ライブでのパフォーマンスが流れた。
- ドキドキドン!一年生
  - 『ひらけ!ポンキッキ』時代にぶんけかなが歌った曲をYa-Ya-yahがカバー。当番組のEDや挿入歌などに使用された。映像は『ひらけ!ポンキッキ』時代のものを一部流用している。
- Winter Wonderland
  - 『ポンキッキーズ』時代にコニーちゃんが歌った曲をYa-Ya-yahがカバー。
- Let’s go いいことあるさ
  - 『ポンキッキーズ』時代の楽曲をYa-Ya-yahがカバー。PVは新しく作られた。また、歌自体もポンキッキーズ時代のものよりも短縮されている。
- ロックンオムレツ
  - 『ポンキッキーズ』時代に森高千里が歌った曲をKINGがカバー。おしえてKINGのコーナーで放送された。
- 風船
  - 越路吹雪の楽曲を井ノ原快彦とイズミカワソラがカバー。井ノ原快彦、イズミカワソラのみのverとブラザートム、はじめにきよしと共にスタジオで歌唱するverがある。前者はワンコーラスのみだが後者はフルで放送された。
- みんなともだち
  - 『ひらけ!ポンキッキ』時代の曲をカバー。出演者全員で年度末や『ポンキッキ30周年スペシャル』など節目の回に、また『サタキッズLIVE』でもその回に出演した全員で大合唱していた。

### 新曲
- LOVE together（☆☆I★N★G★進行形）
- LOVE together2002（Ya-Ya-yah）
- ガチャピンとムックの紹介ラップ（KING)
- チビミミナガバンディクート（チビミミ）
- HAPPY HAPPY おめでとう（チビミミ）
- 337★運動会（チビミミ）
- 私はサイボーグ
- 真冬の天使（イルカ）
- あるあるアルファベット星人（かねこひろゆき）
- P-kiesアルファベットの歌（かねこひろゆき）
- やきいもの歌（ロス・コンパドレス）
  - 当番組用に書き下ろされた曲ではなく、1976年に制作されたロス・コンパドレスのオリジナル曲。清水淳司プロデューサーがラジオでこの曲を聴いたのを気に入り、当番組で流した[10]。原題は "Boniato Asado"。
- 元気 元気 元気でおめでとう（井ノ原快彦、ブラザートム、はしのえみ、三瓶）
- 年に一度は誕生日（井ノ原快彦、ブラザートム）
- HAPPY BIRTHDAY（井ノ原快彦、ブラザートム）
- ハッピーデイ（井ノ原快彦、ブラザートム、はしのえみ、コニーちゃん）
- ハッピーハッピーバースデー（井ノ原快彦、ブラザートム）
- Hey baby 〜サッカーこどもだいひょう〜（ガチャピン、ムック、井ノ原快彦、ブラザートム、はしのえみ）
- 祭りだぁ!（オルケスタ・デ・ラ・ルス）
- チャチャチャde計算〜ポンキッキーズ21ヴァージョン（オルケスタ・デ・ラ・ルス、シスターラビッツ）

### 挿入歌
ポンキッキシリーズで定番のビートルズの楽曲が使われており、2001年から2004年3月までは「ALL YOU NEED IS LOVE」がCM前のジングルの映像や、スポンサー紹介映像で流され、番組のテーマ曲的存在になっていた。その後2004年4月から2005年までは、CM前のジングルの映像でジョン・レノンの「ウーマン」（サビ部分）が使われていた。

## スタジオ外のロケ
番組では、様々なロケが行われた。
6週間連続ロケ
2003年2月上旬から同年3月下旬の放送回は、全てスタジオ外で収録された。最初の2週間は、レギュラー陣のボウリング対決、次の2週間は釣堀でレギュラー陣が釣り対決をした。最後の2週間は、二子玉川のいぬたま・ねこたまで収録された。
昭和にタイムスリップ
2003年春に放送。バットムが、バレンタインデーにエミージョからもらったチョコレートのお返しとして、東京・台場のデックス東京ビーチにある台場一丁目商店街へエミージョ他、レギュラー陣（キャラクターはPちゃん、ビンゾーのみ）を連れて行った。
メッサーシュミットでドライブ
2003年夏から、井ノ原が運転するメッサーシュミットで出演者がドライブをするコーナーが放送された。ロケ地はフジテレビ本社の近くの道路や「風の花束」の映像に登場する風力発電機近くの土手など。他にもエミージョやガチャピン・ムック達と共に保育園や児童クラブ訪問も行なわれた。
「わくわくワーク」なつやすみスペシャル 海上保安庁潜水士編
2004年8月下旬に放送。ロケは横浜海上防災基地と巡視船「いず」で行われ、映画『海猿』にちなんでいのっちが潜水士を体験するといった内容だった。他にも井ノ原は想定救助訓練に参加したり、高速警備救難艇にて横浜港内をパトロールした。ガチャピン・ムックは東京湾海上交通センターにも行った。

## イベント
ポンキッキーズ21 in お台場冒険王
2004年8月5日に、お台場冒険王内にある「冒険ステージ」で行われた。模様は同年8月21日に放送された。ゲストのオルケスタ・デ・ラ・ルスと共に、番組レギュラー陣が歌やダンスを披露した。
レアルマドリードカップ ボーイズ&ガールズ フットサル大会
2004年8月1日に「ポンキッキーズ21 in お台場冒険王」と同じ場所で行われ、模様は同年8月28日に放送された。イベントに、ベッカム選手とロベルト・カルロス選手、ラウル選手とモリエンテス選手が招待された。
ポンキッキーズ21 in 花博
2004年8月に、静岡県浜松市で開催されていた『浜名湖花博』内のイベントステージ「水辺の劇場」で行われた。模様は同年9月11日に放送。

## オープニング映像
BGMはポンキッキーズから使用されている「welcome to ponkickies」に「21!」という掛け声が追加されたもの。映像は全てCGで作られている。
初代
2001年4月7日（初回）から2003年3月29日まで使用。文房具や黒板などが集結した物体にリボンが巻かれていき、そこから出演者達が飛び出してくる。2002年4月6日から出演者の入れ替えにより、若干映像が変更されている。
2代目
2003年4月5日から2004年3月27日まで使用。画用紙のような物でできた大型テレビ付きのビルが立ち並ぶ都会が舞台。
3代目
2004年4月3日から2005年3月26日（最終回）まで使用。コラージュされたスタジオセットから出演者やキャラクターが登場する。BGMが入る前に、メッサーシュミットのクラクションが鳴る。

## 商品

### CD
- ガチャピン＆ムックが選ぶポンキッキーズ・ベスト30（アルバム） (ポニーキャニオン、2004年2月18日）
- およげ!たいやきくん〜パラパラ2001（avex trax、2001年3月1日）
- チビミミナガバンディクート (ポニーキャニオン、2003年8月1日)
- やきいもの歌（ロス・コンパドレス） （2002年11月27日、ワーナーミュージック・ジャパン）
- 真冬の天使/あるあるアルファベット星人（2003年8月21日、日本クラウン）
- 祭りだぁ!/世界中のこどもたちが (avex io、2004年10月6日）

### ビデオ・DVD
販売元・ポニーキャニオン
- P-kies New Trax Best（2001年3月1日）
- ハロー!プロジェクト童謡映像集（2002年12月4日）
- おしえてKING（2003年3月19日）
- ベスト・オブ・キーズラインダンス（2004年9月1日）
- ガチャピンチャレンジシリーズ

### ゲーム
- キッズステーション ポンキッキーズ21 ゲームのおもちゃ箱（2001年12月13日、Playstation、サンソフト）

※「爆チュー問題」シリーズ作品は爆チュー問題の項を参照。「きかんしゃトーマス」シリーズ作品はきかんしゃトーマス関連商品の項目を参照。

## スタッフ
- スーパーバイザー・上野一彦、杉田洋、真板昭夫、大塚雄作
- 構成・舘川範雄、高橋洋二、永井準、渡辺鐘
- 美術・松沢由之、根本研二、別所晃吉、坪田幸之、内山高太郎、西田祐紀、佐々木努、岩崎隆史、村田誠司、横山公一／山村エナミ、廣中薫
- CG・てっこん
- 音楽・松本峰明、ポップスヴィルミュージック
- 技術・馬場雄二、三瓶由佳、鈴木貴裕、佐藤浩一
- 照明・酒井謙二
- 編集・豊川勇、澤田成樹
- 音効・西山知史
- MA・吉田肇
- TK・松本曜子、小山亜希子
- 協力・八峯テレビ、フジアール
- ディレクター・中村秀和、菅野温夫、池田純人、小野伸哉
- プロデューサー・増當一也
- ゼネラルプロデューサー・小畑芳和（フジテレビKIDS）